# Andreas Andersson
Pour les articles homonymes, voir Andersson.
Claes Andreas Andersson est un footballeur suédois né le 10 avril 1974 à Nacka. Il évoluait au poste d'attaquant.

## Biographie
Il a participé à la Coupe du monde 2002 avec l'équipe de Suède.
Il compte 42 sélections en équipe nationale et a marqué 8 buts.
Il a remporté le championnat de suède en 1996 avec le IFK Goteborg terminant même meilleur buteur avec 19 réalisations. Grâce à cette performance, il a été repéré par le Milan AC pour qui il joua durant la saison 1997-1998 puis il fut transféré la saison suivante à Newcastle. Toutefois ces expériences se révélèrent infructueuses car il ne marqua que 7 buts au cours de ces deux saisons (1 pour Milan et 6 pour Newcastle) et ne fut pas conservé dans leur effectif. Il retourna donc en Suède où il joua pendant 6 saisons pour l'AIK Solna.